# Ian Lake
Ian Lake (ur. 9 marca 1982) – piłkarz z Saint Kitts i Nevis występujący na pozycji napastnika, obecnie zawodnik Newtown United.

## Kariera klubowa
Lake rozpoczynał swoją karierę już w wieku 16 lat jako zawodnik klubu Newtown United z siedzibą w stołecznym mieście Basseterre. W swoim debiutanckim sezonie, 1998, wywalczył z nim mistrzostwo Saint Kitts i Nevis. W rozgrywkach 2002/2003 zdobył ze swoją drużyną wicemistrzostwo kraju, natomiast drugi tytuł mistrzowski osiągnął rok później, w sezonie 2003/2004. Po tym sukcesie odszedł do malezyjskiego Sabah FA i wziął udział w pierwszych rozgrywkach tamtejszej ligi profesjonalnej – Malaysia Super League. Nie wywalczył z nim jednak żadnego osiągnięcia, zajmując miejsce tuż nad strefą spadkową.
W 2005 roku Lake powrócił na Karaiby, podpisując umowę z trynidadzkim Tobago United z TT Pro League. Tam spędził pół roku, po czym powrócił do Newtown United. W 2006 roku przeszedł do Positive Vibes, którego barwy reprezentował przez pierwszą połowę sezonu 2006/2007 i pomógł mu wywalczyć wicemistrzostwo Wysp Dziewiczych Stanów Zjednoczonych. Wiosną 2007 ponownie powrócił do ojczyzny, do swojego macierzystego Newtown United. W rozgrywkach 2006/2007 osiągnął z nim trzeci tytuł mistrzowski, natomiast w sezonach 2007/2008 i 2009/2010 odpowiednio po raz czwarty i piąty w karierze zawodnika jego ekipa wywalczyła miano najlepszego klubu na Saint Kitts i Nevis.

## Kariera reprezentacyjna
W seniorskiej reprezentacji Saint Kitts i Nevis Lake zadebiutował jako zawodnik Newtown United, w 2002 roku, natomiast premierowe dwa gole w kadrze narodowej strzelił 18 lutego 2004 w wygranej 4:0 konfrontacji z Wyspami Dziewiczymi Stanów Zjednoczonych w ramach eliminacji do Mistrzostw Świata 2006. W tych samych rozgrywkach wpisał się na listę strzelców jeszcze w wygranym 7:0 rewanżu z tym samym przeciwnikiem, kiedy to trafiał do siatki pięciokrotnie. Jego drużyna nie zdołała się jednak zakwalifikować na mundial. Z takim samym skutkiem zakończyły się dla piłkarzy z Saint Kitts i Nevis eliminacje do Mistrzostw Świata 2010, podczas których Lake zagrał w jednym spotkaniu.
Lake wystąpił także w eliminacjach do Mistrzostw Świata 2014, kiedy to zdobył trzy bramki – po jednej w spotkaniu z Saint Lucia (4:2), Portorykiem (1:1) i w rewanżu z pierwszym z wymienionych rywali (1:1). Reprezentacja Saint Kitts i Nevis ponownie nie zakwalifikowała się jednak na światowy czempionat.